# رننتيرة
الرَّنَنْتِيرَة أو رَن أو داخلية المآبر[بحاجة لمصدر] في تجارة البستنة هي جنس نباتات إمَّعِيَّة موجودة في الصين وجبال الحملايا وجنوب شرق آسيا وغينيا الجديدة ومِلانِزية. تنتج الأنواع في هذا الجنس نورة متفرعة تحتوي على أزهار عديدة تراوح ألوانها من الصفار والبرتقالي إلى الحمار. تمتلك هذه الزهور كؤوسًا جانبية كبيرة. 

## زراعة
عادة ما تتطلب الأنواع في هذا الجنس مناخًا متوسطًا إلى حار مع حركة هواء جيدة وضوء ساطع عمومًا. أسلوب نموهم المتدافع يعني أنهم ينمون بشكل أفضل على حامل معلق أو سلة. إذا نمت في أصص يجب أن يكون هناك تصريف ممتاز.